# Université de N'zérékore

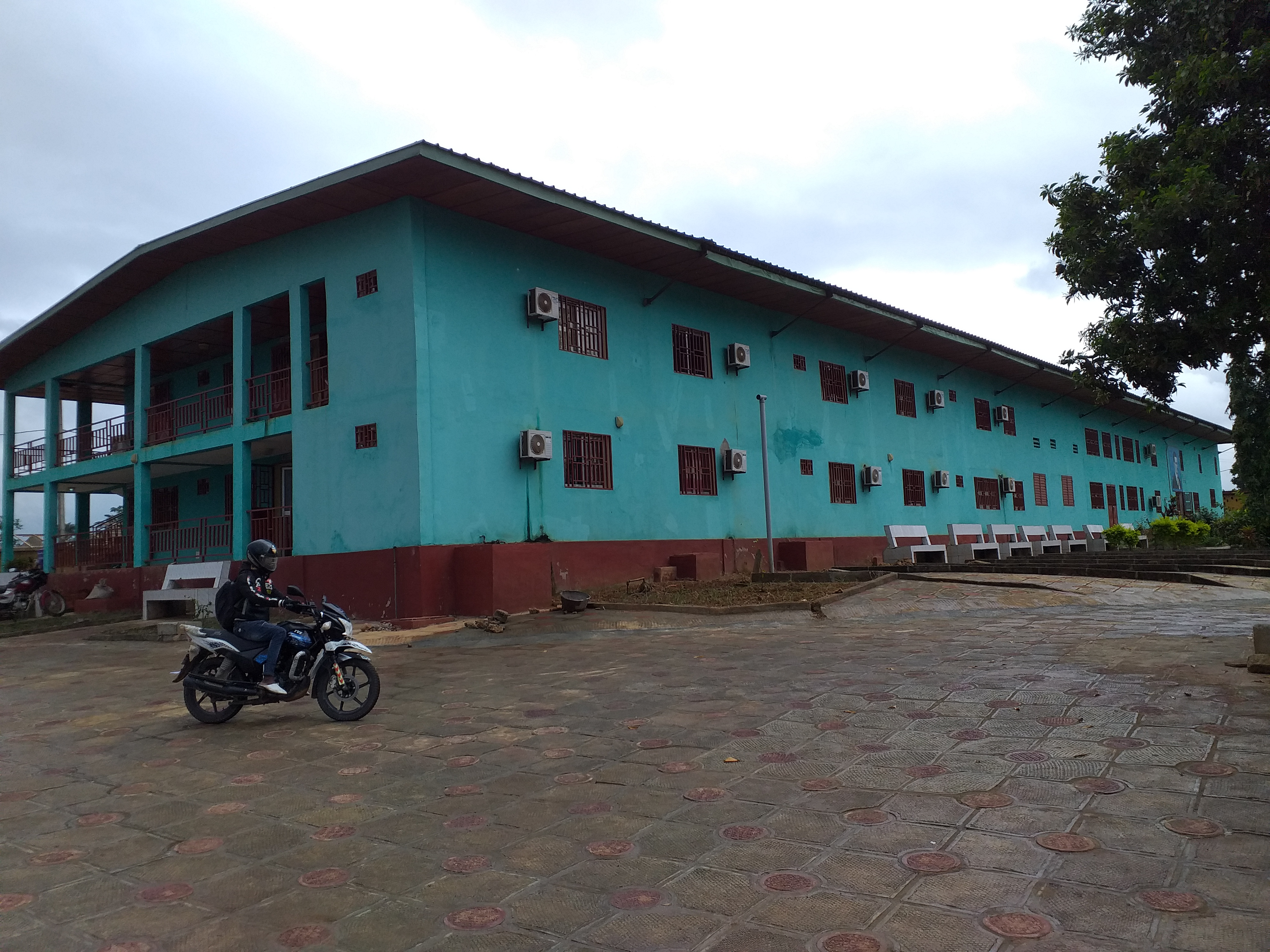

L'université de Nzérékoré (UZ) est un établissement d'enseignement supérieur public de Guinée, situé à Nzérékoré au sud-est de la Guinée.
Placé sous la tutelle du ministère de l'Enseignement supérieur et de la Recherche scientifique.

## Histoire
Le centre universitaire de Nzérékoré est créé en 1998 avant de changer de nom le 5 septembre 2001 suivant l'arrêté N°3988/MESRS/CAB/DNE/UC/UK, au même titre que celui de Labé pour devenir université de Nzérékoré.
Elle a connu plusieurs recteurs depuis sa création, à savoir
| Nom et prénoms         | Date de début   | Date de fin  |
| ---------------------- | --------------- | ------------ |
| Dr Ousmane Wora Diallo | 21 octobre 2016 | octobre 2019 |
| Dr Oumar Keita         | octobre 2019    | À nos jours  |

## Programmes
L'université de Nzérékoré comprend présentement 2 facultés dont 8 programmes de formation :
- Faculté des sciences de l'environnement :

Les domaines d'études
1. Météorologie
2. Science de l'eau (Hydrologie)
3. Ressources naturelles
4. Génie de l'environnement

- Faculté des sciences technologiques :

Les domaines d'études
1. Biologie
2. Physique
3. Chimie
4. Mathématique.